# سونیا نوئیمی
سونیا نوئیمی (انگلیسی: Sonia Noemí؛ زادهٔ ۱۸ ژوئیه ۱۹۴۱ (age 76)) موسیقی‌دان اهل ایالات متحده آمریکا است.